# Аманбоктер
Аманбокте́р (каз. Аманбөктер) — село у складі Саркандського району Жетисуської області Казахстану. Адміністративний центр Аманбоктерського сільського округу.
У радянські часи село називалося Совхоз Аманбухтор.
Населення — 405 осіб (2021; 510 у 2009, 627 у 1999, 900 у 1989).